# Équipe cycliste Mercier
L'équipe cycliste Mercier est une ancienne équipe cycliste française sur route, active entre 1935 et 1984. Durant son existence, elle est sponsorisée par les Cycles Mercier. Avec l'équipe Peugeot, elle est l'équipe avec la plus longue présence dans le cyclisme sur le Tour de France de 1962 à 1984.
Elle ne doit pas être confondue avec les autres équipes Fagor.

## Histoire de l'équipe
Les Cycles Mercier sont le sponsor principal de l'équipe à partir de 1935  jusqu'en 1969. À partir de 1946, l'équipe porte un maillot violet, qui en 1950 devient le maillot mauve caractéristique avec le col jaune. Il perdure avec l'équipe jusqu'à ce que Mercier ne soit plus le sponsor principal de l'équipe en 1969. 
Entre 1935 et 1953, l'équipe a comme sponsor secondaire l'entreprise Hutchinson et court sous le nom d'équipe Mercier-Hutchinson. En 1954, l'équipe devient Mercier-BP-Hutchinson et court son ce nom jusqu'en 1969. En 1970, pour la première fois, Mercier passe sponsor secondaire de l'équipe avec l'arrivée de Fagor. 

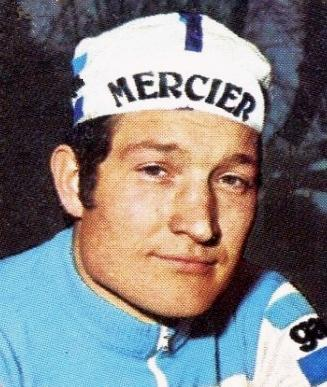
Cyrille Guimard en 1973.

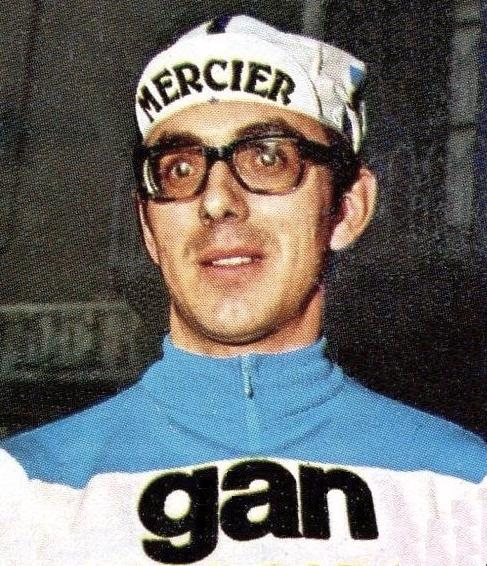
Mariano Martinez, lors de la même saison.

Antonin Magne, double vainqueur du Tour de France et champion du monde 1936 termine sa carrière avec l'équipe Mercier-Hutchinson en 1941. En 1953, plus de dix après, il devient le principal directeur sportif de l'équipe et dirige l'équipe jusqu'en 1970, l'année où le nom de l'équipe change pour devenir Fagor-Mercier. Magne s'occupe de l'équipe durant de nombreuses années avec beaucoup de succès. Le Français Louison Bobet est membre de l'équipe en 1955, lorsqu'il remporte le Tour de France. À cette période, le Tour est couru par équipes nationales, Mercier n'aligne donc pas d'équipe. Néanmoins deux coureurs sous contrat avec l'équipe ont remporté le Tour de France, en 1937 et 1955. 
Même s'il est dans l'équipe, Louison Bobet ne porte pas le maillot Mercier-BP-Hutchinson, mais un maillot de l'équipe Bobet-BP-Hutchinson, une sorte d'équipe filiale. C'était une pratique courante à l'époque, comme on peut le voir avec d'autres cyclistes, notamment André Leducq, Antonin Magne, René Le Grevès ou Maurice Archambaud. De cette façon, Bobet est membre de l'équipe Mercier dirigée par Magne mais il roule avec sa propre marque de vélos de course.
Après que Bobet a quitté l'équipe, Magne dirige le Français Raymond Poulidor, grand adversaire de Jacques Anquetil dans le Tour de France. Avec ce maillot, Poulidor gagne de nombreuses courses, notamment Milan-San Remo et le Tour d'Espagne 1964. Après cette victoire, Poulidor entre dans la légende quelques semaines plus tard, au Tour de France 1964 qu'il termine deuxième à 55 secondes derrière Anquetil. Il porte le maillot violet Mercier lors de la célèbre lutte au coude à coude avec Anquetil dans la montée du Puy de Dôme. Bien que Poulidor ne remporte pas le Tour de France, il était plus populaire qu'Anquetil auprès des spectateurs. Il fit toute sa carrière au sein de l'équipe Mercier.
Après 1969, Mercier devient le deuxième sponsor de l'équipe avec l'arrivée du fabricant espagnol Fagor. La firme reste sponsor principal de l'équipe pendant deux ans sous le nom d'équipe Fagor-Mercier Hutchinson. Gan prend la suite en 1973 et l'équipe est renommée Gan-Mercier-Hutchinson, jusqu'en 1976. Pendant ce temps, Cyrille Guimard apparait comme un leader sur les courses par étapes, remportant le classement par points du Tour d'Espagne 1971. Sa plus grande performance reste son Tour de France 1972 où la deuxième place derrière Eddy Merckx (qu'il bat au sommet du mont Revard) lui était promise, ainsi que le maillot vert du classement par points. Malheureusement, une douleur au genou le contraint à l'abandon en fin de tour près de Troyes, alors qu'il porte le maillot vert. Dans cette course, le coéquipier de Guimard, Poulidor, toujours présent, termine la course à la troisième place. Les blessures persistantes de Guimard l'obligent à arrêter assez tôt sa carrière, tandis que Poulidor continue à se battre avec les meilleurs, il remporte Paris-Nice en 1972 devant Eddy Merckx et en 1973 devant Joop Zoetemelk et Merckx. Poulidor  termine second du Tour de France 1974 et pour son dernier tour, en 1976 à la troisième place. 
Joop Zoetemelk rejoint l'équipe en 1974 et y reste jusqu'en 1980, remportant Paris-Nice en 1974, 1975 et 1979 ainsi que de Tour d'Espagne 1979. Il est le principal adversaire de Bernard Hinault durant les Tours 1978 et 1979 où il porte le maillot jaune lors des deux éditions. En 1980, Zoetemelk rejoint l'équipe TI-Raleigh puis revient chez Mercier en 1982. De 1977 à 1982, Miko, une marque de crème glacée, est le sponsor principal de l'équipe qui devient Miko-Mercier-Vivagel. En 1982 et 1983, l'équipe est sponsorisée par Coop, une enseigne de distribution, et court alors sous le nom de Coop-Mercier puis Coop-Hoonved pour sa dernière saison en 1984.

## Principaux résultats

### Compétitions internationales
Contrairement aux autres courses, les championnats du monde de cyclisme sont disputés par équipes nationales et non par équipes commerciales.
- Championnats du monde sur route : 2
  - 1938 (Marcel Kint) et 1949 (Rik Van Steenbergen)

### Classiques

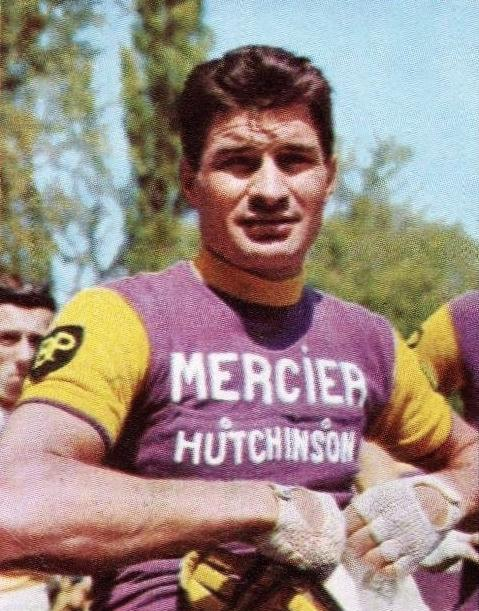
Poulidor, toujours en 1966.

- Grand Prix des Nations : Pierre Cogan (1937), Jean-Marie Goasmat (1942) et Raymond Poulidor (1963)
- Bordeaux-Paris : Joseph Somers (1937), Bernard Gauthier (1951, 1956 et 1957) et Louison Bobet (1959)
- Flèche wallonne : Edmond Delathouwer (1939), Marcel Kint (1943 et 1944), Rik Van Steenbergen (1949), Raymond Poulidor (1963) et Joop Zoetemelk (1976)
- Tour des Flandres  : Albéric Schotte (1942), Rik Van Steenbergen (1944 et 1946), Raymond Impanis (1954), Louison Bobet (1955) et Cees Bal (1974)
- Paris-Roubaix : Marcel Kint (1943), Rik Van Steenbergen (1948 et 1952), Raymond Impanis (1954) et Louison Bobet (1956)
- Liège-Bastogne-Liège : Maurice Mollin (1948), Alfred De Bruyne (1956) et  Frans Melckenbeeck (1963)
- Milan-San Remo : Rik Van Steenbergen (1954), Alfred De Bruyne (1956), René Privat (1960) et  Raymond Poulidor (1961)
- Paris-Tours : Gilbert Scodeller (1954), Albert Bouvet (1956) et Joop Zoetemelk (1977 et 1979)
- Gand-Wevelgem : Frans Aerenhouts (1960 et 1961)
- Amstel Gold Race : Gerrie Knetemann (1974)

### Courses par étapes
- Paris-Nice : Maurice Archambaud (1936 et 1939), Roger Lapébie (1937), Jules Lowie (1938), Raymond Impanis (1954), Jean Bobet (1955), Fred De Bruyne (1956), Raymond Poulidor (1972 et 1973) et Joop Zoetemelk (1974, 1975 et 1979)
- Critérium du Dauphiné libéré : Edouard Klabinski (1947), Louison Bobet (1955), Raymond Poulidor (1966 et 1969) et Alain Santy (1974)
- Critérium international : Raymond Poulidor (1968), Joop Zoetemelk (1979)

### Bilan sur les grands tours
| - Tour d'Italie - 2 participations (1957, 1958) - 2 victoires d'étapes - 2 en 1957 : Antonin Rolland et Louison Bobet - 0 victoire finale (meilleur classement : Louison Bobet 2e en 1957) - 1 classement annexe - Grand Prix de la montagne : 1957 (Raphaël Géminiani) | - Tour de France - 21 participations (1962, 1963, 1964, 1965, 1966, 1969, 1970, 1971, 1972, 1973, 1974, 1975, 1976, 1977, 1978, 1979, 1980, 1981, 1982, 1983, 1984) - 40 victoires d'étapes - 2 en 1962 : Robert Cazala (2) - 1 en 1963 : Frans Melckenbeeck - 1 en 1964 : Raymond Poulidor - 2 en 1965 : Raymond Poulidor (2) - 1 en 1966 : Raymond Poulidor - 2 en 1969 : Barry Hoban (2) - 2 en 1970 : Cyrille Guimard et Rolf Wolfshohl - 1 en 1971 : Jean-Pierre Genet - 4 en 1972 : Cyrille Guimard (4) - 3 en 1973 : Barry Hoban (2) et Cyrille Guimard - 3 en 1974 : Genet, Poulidor et Vianen - 3 en 1975 : Hoban, Zoetemelk et Knetemann - 3 en 1976 : Joop Zoetemelk (3) - 2 en 1978 : Joop Zoetemelk et Christian Seznec - 2 en 1979 : Christian Seznec et Joop Zoetemelk - 2 en 1980 : Jean-Louis Gauthier et Raymond Martin - 6 en 1983 : Clère, Andersen, Le Bigaut, Laurent, Michaud et contre-la-montre par équipes - 0 victoire finale - 11 classements annexes - Classement des points chauds : 1970 (Cyrille Guimard) - Classement par équipes : 1972, 1975, 1978, 1980 et 1982 - Prix de la combativité : 1972 (Cyrille Guimard), 1980 (Christian Levavasseur) et 1982 (Régis Clère) - Classement des sprints intermédiaires : 1974 (Cyrille Guimard) - Grand Prix de la montagne : 1980 (Raymond Martin) | - Tour d'Espagne - 7 participations (1964, 1965, 1967, 1970, 1971, 1979, 1981) - 17 victoires d'étapes - 3 en 1970 : Eddy Peelman (2) et José María Errandonea - 6 en 1971 : Peelman (3), Guimard (2) et Vianen - 3 en 1979 : Joop Zoetemelk (2) et Christian Levavasseur - 5 en 1981 : Clère (3), Andersen et Vichot - 3 victoires finales - 1964 : Raymond Poulidor - 1965 : Rolf Wolfshohl - 1979 : Joop Zoetemelk - 3 classements annexes - Classement par équipes : 1965 - Classement du combiné : 1971 (Cyrille Guimard) - Classement par points : 1971 (Cyrille Guimard) |

### Championnats nationaux
| - Championnat de Belgique sur route : 5 - Course en ligne : 1939 (Marcel Kint), 1943, 1945 et 1954 (Rik Van Steenbergen) et 1953 (Alois Van Steenkiste) - Championnat de France sur route : 8 - Course en ligne : 1939 (Georges Speicher), 1949 (Jean Rey), 1956 (Bernard Gauthier), 1957 et 1958 (Valentin Huot), 1961 (Raymond Poulidor), 1974 (Georges Talbourdet) et 1982 (Régis Clère) - Championnat de Grande-Bretagne sur route : 1 - Course en ligne : 1982 (John Herety) | - Championnat d'Allemagne de cyclo-cross : 3 - Course en ligne : 1965, 1966 et 1970 (Rolf Wolfshohl) - Championnat de France de cyclo-cross : 2 - Élites : 1942 (Robert Oubron) et 1965 (Pierre Bernet) - Championnat de France sur piste : 1 - Vitesse individuelle : 1970 (Jacky Mourioux) |